# 久鼎金屬
久鼎金屬實業股份有限公司（英語：JD Components Co., Ltd.，外媒多稱為JD Group），是一家總部位於臺灣彰化縣秀水鄉的自行車零部件量產製造商。1986年由蔡水德和林碧玉夫妻起家，並以「Razor」滑板車聞名全球，董事長蔡水德曾因此被美國《商業周刊》評選為2000年度傑出企業家。1996年開始以傳統滑板車做延伸，發展電動車及電動滑板車。現以代工生產、銷售商品至各組裝車廠為主要業務，以自行車Tranz X之名行銷歐美而聞名。

## 發展
- 1986年 於彰化成立久鼎金屬
- 1992年 自創品牌Tranz-X
- 1993年 於彰化縣秀水鄉擴建二廠[4]
- 1996年 通過ISO-9002認證、開發出「Roller Board」產品
- 1999年 獲得歐洲CE認證以及獲得台灣經濟部第二屆小巨人獎[5]，並開發新滑板車品牌Jdbug（捷弟巴客）[6]
- 2001年 獲得美國UL認證
- 2006年 開始致力於電動車系統領域，發展電動自行車輔助系統（TranzX Power Support Technology），並試圖進軍北美[7]
- 2007年 開始打入歐洲市場[8]
- 2011年 以AGT系統（Automatic Gear Transmission）獲得Eurobike Award[9]
- 2012年 與美利達、建大、鋐光、佳承等A-Team（台灣自行車協進會）會員一同獲TPM優秀賞[10]
- 2014年 以ST129A車手架獲台北國際自行車展的「TAIPEI CYCLE d&i awards」自行車零組件類別獎項[11]
- 2016年 在東莞設廠[12]
- 2017年 在歐洲國際自行車展Eurobike展出自有品牌的e-bike[13]

## 旗下品牌
- Razor（英语：Razor (scooter)）
- Tranz X
- JDBUG（英语：JDBUG）

## 外部連結
- 久鼎金屬實業股份有限公司